# Playa de La Joya
La playa de La Joya es una playa nudista, está a pocos kilómetros de Torrenueva Costa, en la provincia de Granada, comunidad autónoma de Andalucía.